# 10min.ボックス
10min.ボックス（テンミニッツ・ボックス）は、NHK教育テレビジョン→NHK Eテレで1997年4月8日から放送されている中学・高校生向けの教養ミニ番組。理科、社会科、国語、総合学習などと系統が分かれており、教科別に各単元のポイントをコンパクトにまとめた番組である。
それぞれ学校の授業で活用することができる映像教材を学校放送番組からセレクションし、それを内容別に全20回シリーズとして放送している。そのため、小学校向けの学校放送番組と比較して、映像にナレーション等を加えるだけの簡素な内容となっていた。
しかし、2016年度からスタートした『テイクテック』『生活・公共』からは、他の学校放送番組と同じように新機軸を取り入れたり、番組ナビゲーターを出演させるなどして番組への関心を高める試みを行っている。
2017年10月スタートの『地理』をもって『10min.ボックス』名義での制作は終了。2018年度以降の新作は『アクティブ10』名義で制作することとなった。ただし、『アクティブ10』名義で制作されていない教科については、2018年度以降も『10min.ボックス』名義で引き続き放送・配信を行っている。
本項では、2015年度以前に制作されたものを「旧バージョン」、2016年～2017年度に制作されたものを「新バージョン」と表記する。

## 2019年度の編成

### 放送時間
前期は4月 - 9月、後期は10月 - 翌年3月にそれぞれ放送
- 水曜15:30 - 15:40（前期のみ…『生活・公共』）
- 木曜25:15 - 25:45（前期のみ…10分×3本）

　※旧バージョン2本と新バージョン『地理』
- 水曜9:50 - 10:00（後期のみ…『テイクテック』）

### 放送・配信番組
太字はNHK Eテレで放送されている番組、◎は新バージョン番組である。
- ◎テイクテック（ナレーション：蛭子能収、出演：諸見里大介）
  - WEBでは2024年度に新シリーズ「テイクテック2.0」を制作、放送・配信している。ただし「2.0」ではタイトルに「10min.ボックス」を冠していない。
「テイクテック2.0」（2024年3月30日放送）[2]。
　- ナレーション：オダギリジョー、曲：安藤裕子、声の出演：竹内恵美子、りりあな（ミドリーズ）
- ◎生活・公共（出演：DAIGO、ナレーション：平野文）
- ◎地理（ナレーション：柿原徹也）
- 理科1分野・2分野セレクション
  - 理科1分野・理科2分野から各10本ずつをセレクトして放送
  - WEBでは理科1分野の20本・理科2分野の20本を全て配信
- 日本史
- 理科野外観察的分野
- 公民
- 職業ガイダンス
- 現代文
- 古文・漢文

## 放送時間
いずれもNHK教育テレビジョン→NHK Eテレ

### 2007年度
- 月曜・水曜11:50 - 12:00
- 火曜11:30 - 12:00（10分×3回）
- 2005年度までは平日（祝日休み）の放映で、早朝3時台から4時台にかけても放送していた事があった。
- 地上デジタルテレビジョン放送のマルチ編成でのサブチャンネルで時間の埋め合わせのために不定期に放送されることがある。

### 2008年度
- 火曜 - 金曜0:25 - 0:45（10分×2回、前日深夜）
- 金曜19:50 - 20:00

### 2009年度
- 火曜 - 金曜1:00 - 1:10
- 土曜未明 原則1:00 - 1:10（2008年度の金曜19:50 - 20:00に当たる放送分）は「芸術劇場」の作品編成の都合上で1:00 - 1:10でない時間に放送される場合もあった。また関西地区など一部の地域を除き当番組が当日の最終番組となっていた。

### 2010年度
- 火曜 - 木曜1:00 - 1:10
- 金曜1:00 - 1:20（10分×2回）

### 2011年度
- 火曜 - 金曜5:00 - 5:10
- 土曜1:35 - 1:45

### 2012年度
- 木曜1:00 - 1:50

### 2013年度
- 木曜1:00 - 1:50（4月 - 9月）
- 木曜1:00 - 1:40（10月 - 3月）

### 2014年度
- 木曜1:00 - 1:20（4月 - 9月）
- 木曜0:50 - 1:20（10月 - 3月）

## 科目
2008年度の放送内容は公式サイトを参照。

### 理科
- 2005年度までは、社会と交代で週ごとにテーマを決めてその分野の詳細を月-金曜日の5回で放送していた。
- 2006年度は月曜日(11:50-)のみの放送となり、同テーマの番組5本が年間4シリーズ放映される構成である。
- 2007年度は「理科1」「理科2･3」の2つに分けて放送。

### 社会
- 2005年度までは、理科と交代で週ごとにテーマを決めてその分野の詳細を月-金曜日の5回で放送していた。
- 2006年度は火曜日(11:50-)のみの放送となり、同テーマの番組5本が年間4シリーズ放映される構成である。

### 国語
- 2006年から追加された企画で、物語を要約して語るような内容である。火曜日(11:40-)に放映される。
- 2007年からは「現代文」と「古文・漢文」に分けて放送される。

### 総合学習
- 2006年から追加された企画で、健康問題（煙草・飲酒・薬物）や、就職アドバイスなどがテーマになっている。火曜日(11:30-)及び水曜日(11:50-)に放映される。
- 2007年からは「生活指導」「職業ガイダンス」「情報・メディア」の3つに分けて放送される。

## 前身番組
「10min.シリーズ」は月〜木曜の10分番組。「ボックスシリーズ」は月〜金曜の5分番組。
| 年度 | 10min.シリーズ             | ボックスシリーズ   |
| ---- | -------------------------- | ------------------ |
| 1992 | ワールドウォッチング       | サイエンスボックス |
| 1993 | ワールドウォッチング       | 数学ボックス       |
| 1994 | 10min.コンピューター       | 数学ボックス       |
| 1995 | 10min.コンピューター       | 古典ボックス       |
| 1996 | シリーズ10min.楽々パソコン | 古典ボックス       |
| 1996 | シリーズ10min.地球ウォッチ | 古典ボックス       |